# Хакодате
Хакода́те (яп. 函館市 Хакодатэ-си) — центральный город Японии, расположенный на юго-западной оконечности острова Хоккайдо. По состоянию на 31 января 2024 года население города составляет 239 813 человек в 138 807 домохозяйствах, плотность населения - 354 человека на км². Административный центр округа Осима. Один из крупнейших населённых пунктов острова.

## География
Хакодате — политический, экономический и культурный центр юга Хоккайдо. Он расположен на полуострове Камеда, юго-восточной части большего полуострова Осима. С юга город омывается водами Сангарского пролива, а на западе — водами залива Хакодате.
Центральная часть Хакодате находится на плато, на оконечности полуострова, на котором расположен город, возвышается гора Хакодате высотой 334 метра, северная часть города лежит у подножья гор Хакамагоси-дакэ и Сибэцу-дакэ. Юго-западная часть города лежит на песчаной равнине, которая врезается клином в Сангарский пролив. По этой равнине протекает река Камеда. Восток Хакодате гористый. Наивысшая точка — гора Мимори, высота которой достигает 842 м. Живописное восточное побережье отнесено к Префектурному парку Эсан.
В Хакодате находятся одноимённый порт и международный аэропорт. Через город проходят железные дороги Хоккайдо, а также 5-я, 227-я, 228-я, 278-я, 279-я автомагистрали. В центре города ходит трамвай. С 1988 года, после завершения тоннеля Сэйкан, Хакодате соединился железнодорожным путём с соседним Аомори на острове Хонсю. Между этими городами также регулярно ходит паром.

### Климат
Климат в Хакодате морской, умеренный. Благодаря Цусимскому течению зимы тёплые. Среднегодовая температура 8,5 °C.
| Показатель                    | Янв. | Фев. | Март | Апр. | Май  | Июнь | Июль | Авг. | Сен. | Окт. | Нояб. | Дек. | Год  |
| ----------------------------- | ---- | ---- | ---- | ---- | ---- | ---- | ---- | ---- | ---- | ---- | ----- | ---- | ---- |
| Средний суточный максимум, °C | 0,0  | 0,8  | 4,4  | 10,9 | 15,5 | 18,8 | 22,9 | 25,5 | 22,1 | 16,6 | 9,4   | 2,9  | 12,5 |
| Средняя температура, °C       | −3,6 | −3,1 | 0,5  | 6,4  | 10,9 | 14,9 | 19,5 | 21,8 | 17,8 | 11,5 | 5,2   | −0,6 | 8,4  |
| Средний суточный минимум, °C  | −7,4 | −7   | −3,4 | 1,8  | 6,3  | 11,0 | 16,0 | 18,1 | 13,4 | 6,5  | 0,9   | −4,3 | 4,3  |
| Норма осадков, мм             | 67   | 56   | 65   | 73   | 82   | 87   | 130  | 132  | 175  | 115  | 100   | 78   | 1163 |
| Источник: World Climate       |      |      |      |      |      |      |      |      |      |      |       |      |      |

## История
Первое поселение на территории нынешнего Хакодате называлось Усукэси, что на айнском языке означает «залив». В 1454 году японские переселенцы с Хонсю под руководством самурая Коно Масамити построили неподалёку от него замок. С расстояния он напоминал коробку, дав название новому городку — «коробковая усадьба» — Хакодате (яп. 箱館).
На протяжении периода Эдо (1603—1867) территория Хакодате принадлежала клану Мацумаэ. Политическим центром будущего города была застава Камэда (яп. 亀田番所). На её базе возникло поселение Камэда.
В 1793 году в Хакодате на судне «Екатерина» прибыл российский посланник Адам Лаксман.
26 сентября 1804 года в порт Хакодате зашло участвовавшее в первом русском кругосветном плавании судно «Надежда» под командованием Крузенштерна.
В 1854 году порт Хакодате вместе с портом Симода стал первым японским портом, который был открыт для кораблей США по Канагавскому договору. Спустя пять лет после подписания неравноправных соглашений, японское правительство определило Хакодате основным северным портом для торговли с другими странами.
Российская дипломатическая миссия в Хакодате под руководством Иосифа Гошкевича открылась 5 ноября 1858 года. На вершине сопки появились двухэтажная резиденция консула, дома офицера и доктора, невдалеке — баня для моряков, пекарня и склады для грузов. Со временем к ним прибавилась школа, церковь, лазарет. Медики лечили японцев бесплатно, посещали их дома. В 1859 году в городе появились консульства США и Великобритании.
С 1868 по 1869, в ходе гражданской войны в Японии, Хакодате было столицей республики Эдзо. После её капитуляции город был превращён в одну из баз освоения Хоккайдо. 1872 году Хакодате стал административным центром округа Осима. С начала XX века он стремительно развивался как рыбацкий порт и 1922 году получил статус города. До 1933 года Хакодате был крупнейшим населённым пунктом острова.
Город неоднократно страдал от пожаров — в 1878, 1879, 1907, 1921 и 1934 годах. Наибольшим из них был последний, в котором погибло свыше 2000 человек и сгорело более 20 тысяч домов. В течение Второй мировой войны авиация США уничтожила одну десятую города.
Хакодате разрастался путём поглощения соседних муниципалитетов: посёлка Юнокава (яп. 湯川町) (1939]), села Дзэникамэдзава (яп. 銭亀沢村) (1966), городов Камэда (яп. 亀田市) (1973), Тои (яп. 戸井町), Эсан (яп. 恵山町), Минамикаябэ (яп. 南茅部町) и села Тодохоккэ (яп. 椴法華村) (2004).
1 ноября 2000 года Хакодате получил статус особого города Японии. 1 октября 2005 года его статус повысили до центрального города.

## Экономика
Основа экономики Хакодате — рыболовство и переработка морских продуктов. До Второй мировой войны городские рыбаки вылавливали преимущественно сардины и тунцов, после 1952 года — каракатицы, водоросли, камбалу, минтай. С 1980 года в городе выращивают морскую капусту и морских ежей.
В первой половине XX века Хакодате был одним из центров судостроения, однако с 1970-х годов оно переживает кризис. На восточном побережье города расположены заводы пищевой промышленности, в основном переработки морепродуктов.
Хакодате — один из крупнейших коммерческих центров Хоккайдо. С 1984 года власти города воплощают курс превращения его в технополис.

## Культура
Хакодате — относительно новый город, долгое время бывший местом контактов Японии с западными странами. Его центр богат историческими памятниками середины XIX — начала XX века. У подножия горы Хакодате сохранились здания европейско-американского стиля и кладбище для иностранцев. Среди других западных строений Хакодате сохранились Общественный зал, здание российского консульства, здание британского консульства, Китайский зал, католическая церковь Момомати, монастырь траппистов, здание бывшего округа Хакодате. Больших сооружений в традиционном японском стиле в городе сравнительно немного. Наибольшие из них — отдельный храм монастыря Хигаси-Хонгандзи, монастырь Корюдзи и Святилище Хакодатэ-Хатиман. Большинство старых зданий переоборудовано под музеи литературы, фотографии, истории города, восточных народов и т. д.
Визитная карточка Хакодате — это Пятибастионный форт (яп. 五稜郭 Горё:каку). Он был сооружён в 1864 году и стал первым оборонительным сооружением западного образца в Японии. Форт служил оплотом республики Эдзо. В её стенах размещалось республиканское правительство, которым руководил Эномото Такэаки. Неподалёку от этой крепости находился Четырёхбастионный форт. Оба были местами жестоких боёв в ходе гражданской войны 1868—1869 годов. В южной части Хакодате сохранились остатки замка первых японских поселенцев.
Город является крупным туристическим центром. Кроме исторических памятников он также богат парками и заповедными зонами. Вид на ночной Хакодате с одноимённой горы считается одним из самых романтичных в Японии. На восточном побережье расположен онсэн на термальных водах.
В городе существует филиал ДВФУ, в котором ведётся преподавание русского языка. В том же здании находится отделение Российского генконсульства.

### Кладбище для иностранцев
В Хакодате имеется кладбище для иностранцев. Захоронения принадлежат англичанам и американцам; китайским, немецким, русским и французским подданным.

#### Русский участок
Могилы россиян на кладбище для иностранцев в Хакодате существуют с 1834 года. В центре русского участка кладбища установлен памятный крест высотой два метра, изготовленный из белого камня по образцам новгородских поклонных крестов XI—XII веков. В 1859 году была построена Церковь Воскресения Христова, в которую прибыл митрополит Николай Японский.
Здесь погребены российские дипломаты, моряки, члены их семей — в частности, супруга первого начальника Российской дипломатической миссии Иосифа Гошкевича.

## Религия
Русская православная церковь
С 1859 года при российском консульстве в городе действует миссия Русской православной церкви.
- Церковь Воскресения Господня. Первая православная церковь в Японии[7]. С 1983 года причислена к ценным культурным достояниям Японии

## Транспорт
- JR Hokkaido — Станция Хакодате

## Города-побратимы
- Тяньцзинь, Китай (18 октября 1982 года).
- Галифакс, Канада (25 ноября 1982 года).
- Владивосток, Россия (28 июля 1992 года).
- Лейк-Маккуори, Австралия (31 июля 1992 года).
- Южно-Сахалинск, Россия (27 сентября 1997 года).
- Коян, Кёнгидо, Южная Корея (с 2011 года).
- Охотск, Россия (3 сентября 2017 года).